# Hermance (vattendrag)
Hermance är en flod som rinner upp i Frankrike i Haute-Savoie mellan Machilly och Loisin och rinner sju kilometer genom kommunen Veigy-Foncenex innan den blir gränsflod mellan Frankrike och Schweiz de sista sex kilometerna av sitt lopp. Den gränsar då till Anières och Hermance kommuner i Schweiz och Chens-sur-Léman i Frankrike. Hermance mynnar ut i Genèvesjön.